# Estás en todas
Estás en todas (estilizado como Estás en TODAS hasta 2023 y conocido por sus siglas EET) es un magacín de prensa rosa semanal peruano, transmitido por la cadena América Televisión. Anteriormente, el formato fue un magacín de temas variados con secuencias propias. 
Es presentado por Jaime «Choca» Mandros y Natalie Vértiz. Inicialmente, fue conducido por Mandros, Sheyla Rojas y copresentado por Cathy Sáenz.
Según las versiones de las tesis de las universidades peruanas, fue catalogado como parte de la telebasura en el Perú junto a los realitys show Esto es guerra y Combate, así como otros programas de espectáculos. Pese a ello, recibió el galardón de los Premios IBA como mejor programa de entretenimiento en el año 2016.

## Historia

### Inicios
Estás en todas se emite por primera vez el 18 de enero de 2013 como un microbloque donde se presentaba reportajes que daban detalles de los programas de América Televisión y se instaló en el horario de los lunes a viernes por la cadena mencionada, después de la emisión del noticiero América noticias. 
La conducción quedó a cargo de Jaime «Choca» Mandros, quien inicialmente se desempeñaba como jefe de producción del canal América desde 2008 y productor general del bloque América espectáculos a partir de 2003, además de ser invitado ocasional de otros espacios del canal como El gran show y Al fondo hay sitio.

### Programa propio
Tras el éxito del microbloque, el espacio se convirtió en programa propio en 2014 con un traslado de horario a los sábados en reemplazo del extinto programa Americlub (2012-2013), conducido por el actor Ricardo Bonilla y el payaso peruano Jorge Bustamante. En el año 2013, Bonilla renunció a América Televisión tras 21 años de actividad y 18 años interpretando al dragón Timoteo, producto de sus problemas internos con los directivos del canal. Por su parte, Bustamante también renunció al canal.
Se anunció la segunda temporada de 2014 con una renovación del programa presentando a la exestrella de telerrealidad Sheyla Rojas como copresentadora y dupla de Mandros; poco tiempo después, se suma la productora peruana Cathy Sáenz al elenco, quien caracterizaría al personaje de La Mamacha, y en los reportajes quedaron a cargo de los periodistas Diego Hurtado y Ximena Dávila, quienes participan recurrentemente en la conducción del programa.
En ese mismo año, se estrenó la primera edición de los Premios EET, que se realiza anualmente en diciembre y premia a los mejores del año.[cita requerida] En esa época, se estrenaron las secuencias La escuelita de Estás en todas y Los retos Choyla, contando con la participación de algunos integrantes del reality show peruano Esto es guerra para diferentes retos. Tiempo después, el programa regresó al formato de los lunes a viernes en el año 2015 con la participación de Sully Sáenz en la coconducción, sin embargo, fue cancelado por baja audiencia y entró a reestructuración.Sáenz participó en diferentes programas televisivos hasta 2023, con su mudanza a los Estados Unidos, donde radica en la actualidad.
El programa fue galardonado como el «Mejor programa de entretenimiento del año» en los Premios IBA en 2016 y otorgaron a los presentadores del espacio.
Al año siguiente, se suma el exfutbolista Nicola Porcella como el tercer conductor del espacio y reemplazando a Cathy Sáenz, quien se retiró para producir el reality de competencias Combate. En 2019 contó con la participación ocasional de Rafael Cardozo como copresentador interino en reemplazo de Porcella, en medio del escándalo policial «Caso La fiesta del horror», en la que este último estuvo involucrado.
En 2018 Choca estrenó su propia secuencia bajo el nombre de Chocahuarique, cuya sinopsis es de entrevistas a los personajes del canal y de la farándula peruana mientras estén almorzando en un restaurante en común. En el dicho segmento participaron las personalidades de televisión Vania Bludau, Alejandra Baigorria; el actor Andrés Vílchez; la presentadora y modelo Jazmín Pinedo; y el piloto de carreras Mario Hart como entrevistados. Además se realizó una cobertura internacional para dar una entrevista al cantante y actor Christian Meier en Ciudad de México.
Años después, en 2020 el programa continuó con Mandros y Rojas en la conducción en el formato virtual, durante el estado de emergencia por el COVID-19, regresando a los estudios del canal América en mayo. En ese año, Sheyla Rojas fue separada de Estás en todas, tras haber protagonizado un video comprometedor de su reencuentro con el futbolista Luis Advíncula, que fue emitido por el programa de espectáculos peruano Magaly TV, la firme de ATV. Tras su retiro de Estás en todas, Rojas participó esporádicamente en programas televisivos nacionales como invitada ocasional hasta 2023. Durante esa etapa, Rojas obtuvo su residencia en México desde 2020, lugar donde radica en la actualidad. 
Según Mandros en una entrevista para el diario peruano El Comercio, afirmó que el programa continúa sin ella. A la semana siguiente de la noticia del escándalo de Rojas, ingresa la exreina de belleza Natalie Vértiz como su reemplazo, quién permanece en la actualidad como conductora.
En febrero de 2023, en plena celebración del aniversario por los 10 años al aire, se hizo oficial la contratación de Yaco Eskenazi como el nuevo tercer conductor del espacio. En marzo de ese año, Mandros anuncia su retiro temporal del espacio para dedicarse a sus estudios de gastronomía en España, dejando solos a Eskenazi y Vertiz en la conducción. Meses después, retoma la conducción en junio. Mandros anunció la eliminación del tercer conductor hasta nuevo aviso.

### Cambio de logo y formato
En el año 2024, Estás en todas cambia de logo tras diez años al aire. En ese año, Eskenazi se retira del espacio para dedicarse a sus posteriores proyectos televisivos como actor y presentador, incluyendo su participación en el reality culinario El gran chef famosos de Latina Televisión.
En la temporada 2024, el programa se renueva pasando de ser magacín de temas variados con secuencias propias a magacín de prensa rosa nacional e internacional. Mandros anunció la eliminación de la secuencia Chocahuarique del programa para estrenar en octubre de ese año el proyecto del canal En la mesa, un magacín gastronómico, conducido por él mismo acompañado de la actriz Jane Yogi.En su lugar, se añadió los temas de la farándula internacional al formato, siguiendo el modelo del extinto programa televisivo De película, manteniendo con los temas de la  farándula peruana, con Mandros y Vértiz en la conducción.
En el año 2025, se renovó una temporada más con la celebración de los 12 años del formato.

## Conductores

### Actuales
- Jaime «Choca» Mandros (desde 2013)
- Natalie Vértiz (desde 2020)[20]

### Anteriores
- Sheyla Rojas (2014-2020)[7]
- Cathy Sáenz «La Mamacha» (2014-2017)
- Sully Sáenz (2016)[8]
- Nicola Porcella (2017-2019)
- Yaco Eskenazi (2023)[1]

### Interinos
- Rafael Cardozo (2018-2019)[11]
- Angie Arizaga (2018)[29]

## Reporteros

### Actuales
- Ximena Dávila (2014-presente)
- Diego Hurtado (2014-presente)
- Natalie Vértiz (2020-presente)
- Jaime Mandros (2013-presente)
- Yaco Eskenazi (2023)

### Anteriores
- Sheyla Rojas (2014-2020)
- Nicola Porcella (2017-2019)

## Premios y nominaciones
| Año  | Premio      | Categoría                         | Resultado | Ref.  |
| ---- | ----------- | --------------------------------- | --------- | ----- |
| 2016 | Premios IBA | Mejor programa de entretenimiento | Ganador   | [ 9 ] |